# Astrocaryum jauari
Astrocaryum jauari es una especie de planta de la familia de las palmeras (Arecaceae). Su nombre común es corozo (Alto Orinoco), macanilla, albanico, jauary, sanari, sawarí, tucum (Brasil), chambira (Colombia),

## Origen y hábitat
Originaria de la Cuenca del Amazonas y las Guayanas, crece en forma silvestre a lo largo de los ríos y zonas húmedas e inundables. En Venezuela ha sido reportada en el Alto Orinoco y en la zona de río Negro y en los estados Guárico y Apure, entre 75 y 120 m s. n. m. En Brasil en el  Estado de Amazonas formando grandes agrupaciones poblacionales  en las márgenes de los grandes ríos, lagunas, igarapés y áreas inundables.
Se parece a Astrocaryum gynacanthum por presentar tallos múltiples. Se diferencia, entre otras cosas, porque A. gynacanthum presenta raquillas de tamaño inferior a 12 cm de largo y los frutos están insertos en la parte basal de las mismas. En tanto que A. jauari  presenta raquillas mayores y los frutos están a lo largo de las raquillas.

## Características
Palma multicaule, rara vez solitaria; tallos de 5 a 13 metro de alto por 9 a 30 cm de diámetro, con espinas de color negro-grisáceo, hasta 10 cm de largo. Hojas pinnadas, de 6 a 15, de 3 a 5 m de largo; peciolo, incluido la vaina, de 1,2 a 1,9 m de largo, lepitodos, de color marrón, con espinas aplanadas de 1 a 6 cm de largo, de color negro; raquis de 1,2 a 2,4 m de largo arqueados; pinnas orientadas en 2 o 3 planos diferentes, de 56 a 150, de 60 a 140 cm de largo por 1,5 a 4,5 cm de ancho, verde-lustrosas por el haz y grisáceas por el envés, irregularmente agrupadas e insertas en diferentes planos. Inflorescencias erectas, interfoliares, con 32  35 raquillas. Flores monóicas, las masculinas de color  castaño, con brácteas pequeñas; la parte basal de la inflorescencia con 3 a 8 flores femeninas. Frutos ovoides, anaranjado-verdosos, de 2 a 4 cm de largo por 1,5 a 3 cm de ancho.

## Propagación y cultivo
En forma silvestre se propaga por semillas; presenta crecimiento lent; requiere de lugares cálidos y húmedos con sombra parcial, pero puede crecer también a pleno sol.

## Usos
De la mayoría de especies de este género se extraen fibras  finas de las hojas de las cuales se utilizan en la fabricación de redes y chinchorros.
Localmente, del pericarpio y de las semillas se obtiene un aceite. El mesocarpio  carnoso es comestible.

## Taxonomía
Astrocaryum jauari  fue descrita por Carl Friedrich Philipp von Martius y publicado en Historia Naturalis Palmarum 2: 76, pl. 52, 65, f. 1. 1823.
Etimología
Astrocaryum: nombre genérico  que deriva del griego astron = "estrella", y karion = "nuez", en referencia al patrón en forma de estrella de las fibras alrededor de los poros del endocarpio.
jauari: epíteto que es el nombre vulgar latinizado con el cual es conocido en algunas regiones. 
Sinonimia
- Astrocaryum guara Burret (1930).[5]